# Onocephala aulica
Onocephala aulica är en skalbaggsart som beskrevs av Lucas 1859. Onocephala aulica ingår i släktet Onocephala och familjen långhorningar. Inga underarter finns listade i Catalogue of Life.